# AKMSU卡賓槍
AKMSU是AKMS的短槍管卡賓槍型，但由於產量極為稀少，故難以尋找其蹤跡，而且還被認為不是蘇聯製的武器。

## 歷史
根據部份消息指，AKMSU為蘇聯在1977年測試的武器之一，主要是打算供當時的特種部隊和空降兵試用。然而期間發現7.62×39毫米中間型威力彈並不適合用在如此短槍管的武器上，這會導致在全自動射擊時後座力和槍口焰太大，令射手難以控制武器。再加上5.45×39毫米口徑的AKS-74U卡賓槍即將裝備部隊，所以AKMSU還沒被正式採用就撤裝了。
AKMSU較具特色的是其具穿孔式握把的下護木。另外它採用了AKMS樣式的摺疊式槍托，消焰器也跟AKS-74U不同。
此外，羅馬尼亞的PM md.90和前南斯拉夫的Zastava M92的許多設計和構念似乎都是參考了AKMSU。
儘管有關AKMSU的相片並不多，但一些來自俄羅斯及西方國家的資料已證實了此槍是確實存在，而且也有該槍的高完成度輕彈氣槍版本。有趣的是，一些以民間市場提供的AK步槍零件改裝的AKMSU樣式武器被普遍地用作電影道具，並出現在一些美國電影當中，而這些武器有時甚至被用以充當在美國境內較為罕見的AKS-74U。

## 争议[3]
根据著名的武器博客TFB考证，AKMSU是根本不存在的苏联武器，其存在是以讹传讹。不論在俄罗斯的现役军人、军火库和武器博物馆內都没有发现其踪迹。俄罗斯的武器工厂亦没有该武器的相关测试文件存在。

### 技术细节

#### 铆接方式
AKMSU机匣的铆接方式与AKM不同。不同之处有：
1. AKMSU的折叠枪托转轴固定使用两颗铆钉，而使用折叠枪托的AKMS转轴固定使用1颗铆钉。
2. AKMSU的快慢机保护托片使用一颗铆钉铆接，而AKM使用2颗铆钉。

#### 机匣
AKMSU的机匣尾部是角度切割（Angle cut），而AKM是直角，

#### 枪口制退器
AKMSU的枪口制退器表面有多个散热环和凹槽，而苏联生产的枪口制退器没有这种设计。

### 信息考证
网络流传的AKMSU的实物照片来自英国利兹皇家军械库（Royal Armory in Leeds）。根据武器记录2005年8月来自英国国防部武器陈列厅（Pattern Room）。
而国防部武器陈列厅的武器来自1989年关闭的恩菲尔德皇家小型武器工厂（RSAF Enfield）。
根据英国国防部武器展厅的最后监管人Richard D. Jones，也是简式步兵武器（ Jane’s Weapons: Infantry）的编辑的答复：
"The AKMSU has always received a lot of media coverage, as I suspect it is the only known example that is accessible? It was received into the Pattern Room collection in June 1986, a decade or more before I became Custodian, it has however, remained an enigma with its apparent Chinese Type 56 receiver, but equally other major components which do not appear from actual examination to be “Craft” produced, the assumption by some that it is a ‘Khyber Pass special is based on it being the only known example and an apparent lack, as yet, of any official confirmation from the Soviet archives of the period, of it having seen service, which still leaves its provenance to be determined?"
AKMSU很可能是由一名巴基斯坦枪匠製作的产物，该武器集合了以下部件：中国56式自動步枪的机匣（但具有1977年圖拉兵工廠生產AKM的刻字）、苏联AKM的击发机座、AKMS折叠枪托、AKS-74U铰链机匣盖，以及由木工制作的护木。
于1986年6月，该武器进入英国国防部武器陈列厅。
1990年至1991年间，日本作家床井雅美（Masami Tokoi）为他的书《AK-47＆Kalashnikov Variation》拍摄了AKMSU的照片，並向全世界包括俄罗斯在内的出版物传播了該槍的照片。
現在於巴基斯坦境內仍可發現口徑改為7.62×39毫米中間型威力彈的AKS-74U樣式卡賓槍。

## 外部連結
- 槍炮世界 - AKMSU（页面存档备份，存于）